# ふぉ〜ゆ〜
ふぉ〜ゆ〜は、日本の4人組男性アイドルグループ。STARTO ENTERTAINMENT所属。グループ名は、メンバー全員の名前に「ゆう」が付くことからジャニー喜多川により名づけられた。
「バックについたことないジャニーズの先輩はいない」という程様々な先輩のコンサートのバックを務め、ミュージカル『PLAYZONE』や『滝沢歌舞伎』、『Endless SHOCK』シリーズに出演したりするなど、主に舞台で活動している。

## メンバー
プロフィール出典
| 名前                            | 生年月日               | 血液型 | イメージカラー | 備考     |
| ------------------------------- | ---------------------- | ------ | -------------- | -------- |
| 福田 悠太 （ふくだ ゆうた）     | 1986年11月15日（38歳） | B型    | グリーン       | リーダー |
| 辰巳 雄大 （たつみ ゆうだい）   | 1986年11月25日（38歳） | B型    | イエロー       |          |
| 越岡 裕貴 （こしおか ゆうき）   | 1986年10月5日（38歳）  | A型    | レッド         |          |
| 松崎 祐介 （まつざき ゆうすけ） | 1986年10月20日（38歳） | O型    | パープル       |          |

## 略歴
ジャニーズJr.やその中で作られたユニット「M.A.D.」で大人数のメンバーの一員として活動していた4人は、2006年に堂本光一が主演する舞台『Endless SHOCK』で初めてともに活動し、その後、4人で活動することが増える。しかし同時にメンバー同士ぶつかることも多くなり、半年程口をきかなかったり、辞めようとするメンバーも出てきたため、これではダメだと感じ、「4人でちゃんと仕事をさせて下さい」と事務所に直談判する。
結成日は2011年4月1日で、当日は雑誌『duet』のTwitterアカウントが、次号予告にて「ふぉーゆー」のユニット名を告知した。本人達は2011年の『滝沢歌舞伎』パンフレット撮影時に、初めてユニット名を聞かされてグループになることを知ったという。ユニット結成の直前に、リーダーは「この4人だったら、お前がやれ」と植草克秀から指名され、そのまま満場一致で福田悠太に決まった。
ジャニーズ事務所社長のジャニー喜多川に直談判し、2013年5月の『Live House ジャニーズ銀座』で初めて4人だけでステージに立つ。その後、梅田芸術劇場での単独初ライブが企画・発表されるが、公演中止となる。
2015年、事務所へ入所以来17 - 8年間の下積み時代を経て、錦織一清が演出する舞台『壊れた恋の羅針盤』で初主演を務め、2017年、舞台『GACHI〜全力entertainment 4U〜』では主演を務めるだけでなく初めて原案も担当した。
同年10月1日にジャニーズJr.を卒業し、ジャニーズのユニットとして活動を始めたと一部報道により伝えられる。
2018年3月13日、ジャニーズ事務所公式ホームページにグループ単独ページが作成され、情報サービスが開始された。
2019年、入所21年・結成8年で初の単独コンサートを開催。
2021年、結成10年目で初の冠番組『ふぉ〜ゆ〜の王道テレビ 〜これにかけてるんで！』を日テレプラスにてスタートさせた。
2023年12月、公式YouTubeチャンネルを開設。

## 特色
「CDデビューをしない三十路ユニット」、「デビュー組でも役者組でもない特殊すぎるジャニーズ」などと形容され、本人達も「“会いに行ける”アイドル」、「座って喋れるアイドルグループ」を自称する。2018年にはグループかソロの出演舞台が毎月上演される程になり、「芸歴20年の遅咲きジャニーズ」とも言われた。2021年には嵐の二宮和也から「事務所が公式的に絶対推さないグループ」と紹介されて話題になった。
“ジャニーズ初”の活動が多く、2019年にはジャニーズ事務所のグループとして初めてLINE公式アカウントを開設。7月15日には初のLINE LIVE『ふぉ〜ゆ〜 初のLINE LIVEで大切なお知らせ』が配信され、1時間の配信で25万件のコメントが寄せられ、8万人が視聴。10万人が友達登録し、Twitterのトレンド入りも果たした。また、月にグループ・個人でそれぞれ1回、計5回のレギュラー配信が開始され、2020年7月19日には1周年記念として『ふぉ〜ゆ〜達やっちゃいなよ!る〜るるる〜』と題した合計約4時間におよぶライブ配信も行った。2020年には友だち登録者数18万人を突破し、ジャニーズグループ初となるボイス付きのLINEスタンプを発売した。
ファンネームは「お友達」。
「3939（さんきゅーさんきゅー）です」というグループの挨拶があり、LINEスタンプにもなっている。メンバー間では朝会った時と帰る時には調子が良くても悪くてもグータッチをし合うというルールがあり、直接会えない時はグループラインにグーのスタンプを送りあっている。2021年に発売した10周年記念グッズの『otomodachiスタジャン』では、グータッチがデザインに採用されている。
2019年秋には福田悠太と辰巳雄大がジャニーズで初めて『M-1グランプリ2019』にお笑いコンビ「つ〜ゆ〜」として出場。3回戦まで進出したが、準々決勝進出は逃した。2020年秋には松崎祐介と越岡裕貴も「おつゆ」として『M-1グランプリ2020』に初出場。2年連続出場する「つ〜ゆ〜」と共に2回戦にまで進出したが、2組共突破はできなかった。2024年には4人で『M-1グランプリ2024』に出場し、3回戦まで進出したが、準々決勝には進出できなかった。

## オリジナル曲
JASRAC公式サイトの「作品データベース検索サービス」において、アーティスト名に「ふぉ〜ゆ〜」を含む楽曲の検索結果をもとに記述。
- Everything 4 You[53]（作詞・作曲：堂島孝平） - JASRAC作品コード：242-0376-9
- Thank you for your love[54]（作詞：Komei Kobayashi、作曲：MiNE） - JASRAC作品コード：1N8-7151-7
- Scandalous（作詞：辰巳雄大、ラップ詞：ZAKI[55]、作曲：DERBYSHIRE ROBERT WILLIAM,CARLSSON ANDREAS MIKAEL,SHIROSE） - JASRAC作品コード：1N9-2974-4
- Velvet Touch[55]（作詞・作曲：井手コウジ） - JASRAC作品コード：251-0126-9
- どしゃぶりヒーロー…Always ふぉ〜ゆ〜[56]（作詞：佐藤舞花、作曲：倉内達矢） - JASRAC作品コード：214-3097-7
- haunted house[57]（作詞：ATSUSHI SHIMADA、作曲：MELIN JO SEF MATTIAS） - JASRAC作品コード：1O9-9704-2
- GACHI×4（作詞：ふぉ〜ゆ〜、作曲：佐藤泰将） - JASRAC作品コード：230-9353-6
- ENTA for you[57]（作詞：KOMU、作曲：KOMU・YOU） - JASRAC作品コード：258-9577-0
- Fight Song[57]（作詞：MINE、作曲：LIDBOM ERIK GUSTAF・TAKAROT） - JASRAC作品コード：1P0-4775-7
- そばにBuddy（作詞・作曲：堂島孝平）[57] - JASRAC作品コード：258-9578-8
- 大丈夫さ（作詞・作曲：佐藤泰将） - JASRAC作品コード：266-1816-8。グループ初のMVも制作された[58]。
- WINTER PARADISE 2020 4 U DANCE（作曲：片平翔大） - JASRAC作品コード：259-3320-5
- Jellyfish[8]（作詞：KOMU、作曲：CHESHIRE CAT） - JASRAC作品コード：1P9-6634-5
- NO 4U.NO LIVE〜TEN祭〜OVERTURE（作曲：A.K.JANEWAY） - JASRAC作品コード：266-5713-9
- S.O.D.A[59]（作詞：辰巳雄大、作曲：MASAKI TOMIYAMA・HALLGREN JON HENNING） - JASRAC作品コード：1Q2-8605-4
- わがまま[59]（作詞：miwaflower、作曲：TAKAROT・miwaflower） - JASRAC作品コード：268-9628-1
- Only1,NOT No.1[60]
- ニハロハ・パルパ[61][62]（作詞：ふぉ〜ゆ〜・佐藤泰将、作曲：佐藤泰将） - JASRAC作品コード：278-9322-7
- Rock the Show[40]（作詞：RUI・JACKALOPE、作曲：KAZUYA・RUI・JACKALOPE） - JASRAC作品コード：278-9033-3
- ミッドナイトダンサー[62]（作詞：miwaflower、作曲：miwaflower・LIDBOM ERIK GUSTAF） - JASRAC作品コード：1R6-0316-9
- 心つないで（作詞：花房遊、作曲：吉川慶） - JASRAC作品コード：286-0990-5
- くせになるきょく（作詞：ふぉ〜ゆ〜・大川謳歌、作曲：大川謳歌） - JASRAC作品コード：288-5329-6
- コール&レスポンス4U.（作詞・作曲：前山田健一） - JASRAC作品コード：292-1709-1。自己紹介ソング[63]。
- 聖地巡礼 Love Love Bye[64]（作詞：友近、作曲：佐藤泰将） - JASRAC作品コード：293-3439-0
- TOKYO LOVER（作詞：KOUDAI IWATSUBO・RUSH EYE、作曲：KOUDAI IWATSUBO・RUSH EYE・SABZEVARI HANIF・DAHL PEO） - JASRAC作品コード：1T1-1746-7
- PANIC[63]（作詞・作曲：浅利進吾） - JASRAC作品コード：309-0416-1

## タイアップ
| 楽曲       | タイアップ                                        |
| ---------- | ------------------------------------------------- |
| 大丈夫さ   | 「8っぴーサタデー」2021年10月度エンディングテーマ |
| 心つないで | 映画『僕らの千年と君が死ぬまでの30日間』主題歌    |

## 出演

### 舞台
- 滝沢歌舞伎 2011（2011年4月8日 - 5月8日、日生劇場） - 「ふぉ〜ゆ〜」として[68]
- PLAYZONEシリーズ
  - PLAYZONE'11 SONG & DANC'N.（2011年7月9日 - 8月7日、青山劇場 / 8月19日 - 21日、中日劇場 / 8月28日 - 31日、梅田芸術劇場） - 「ふぉーゆー」として[69]
  - PLAYZONE'12 SONG & DANC'N。PARTII。（2012年7月9日 - 8月11日、青山劇場） - 「ふぉーゆー」として[70]
  - PLAYZONE'13 SONG & DANC'N。PARTIII。（2013年7月3日 - 8月10日、青山劇場）[71]
  - PLAYZONE→IN NISSAY（2014年1月6日 - 1月28日、日生劇場）[72]
  - PLAYZONE 1986…2014★ありがとう!〜青山劇場★（2014年7月6日 - 8月9日、青山劇場）[73]
  - ★さよなら!〜青山劇場★PLAYZONE 30YEARS★1232公演（2015年1月6日 - 22日、青山劇場）[74]
- SHOCKシリーズ
  - Endless SHOCK（2012年1月7日 - 31日、博多座 / 2月7日 - 4月30日、帝国劇場） - 「ふぉーゆー」として[75]
  - Endless SHOCK（2013年2月4日 - 3月31日、帝国劇場 / 4月8日 - 30日、博多座 / 9月2日 - 29日、梅田芸術劇場）[76]
  - Endless SHOCK（2014年2月4日 - 3月31日、帝国劇場 / 9月8日 - 30日、梅田芸術劇場 / 10月8日 - 31日、博多座）[77]
  - Endless SHOCK 15th Anniversary（2015年2月3日 - 3月31日、帝国劇場 / 9月8日 - 30日、梅田芸術劇場 / 10月7日 - 31日、博多座） - 2・3月公演：越岡＆福田、9・10月公演：辰巳＆松崎[78]
  - Endless SHOCK（2016年2月4日 - 3月31日、帝国劇場） - 2月公演：辰巳＆越岡、3月公演：福田＆松崎[79]
  - Endless SHOCK（2017年2月1日 - 3月31日、帝国劇場 / 9月8日 - 30日、梅田芸術劇場 / 10月8日 - 31日、博多座）[80] - 2・3月公演：福田＆松崎、9・10月公演：辰巳＆越岡[81]
  - Endless SHOCK（2018年2月4日 - 3月31日、帝国劇場） - 福田&越岡&松崎[82]
  - Endless SHOCK（2019年2月4日 - 3月31日、帝国劇場 / 2019年9月11日 - 10月5日、梅田芸術劇場） - 2・3月公演：福田＆松崎[注 6]、9・10月公演：福田＆辰巳＆松崎[84]
  - Endless SHOCK 20th Anniversary（2020年2月4日 - 26日[注 7]、帝国劇場） - 越岡＆松崎[86]
  - Endless SHOCK -Eternal-（2020年9月15日 - 10月12日、梅田芸術劇場） - 越岡＆松崎[87]
  - Endless SHOCK -Eternal-（2021年2月4日 - 3月31日、帝国劇場） - 越岡＆松崎[88]
  - Endless SHOCK -Eternal-（2022年4月10日 - 5月31日、帝国劇場 / 9月5日 - 10月2日、博多座） - 越岡＆松崎[89]
  - Endless SHOCK・Endless SHOCK-Eternal-（2023年4月9日 - 5月31日、帝国劇場） - 越岡＆松崎[90][91]
  - Endless SHOCK・Endless SHOCK-Eternal-（2024年4月11日 - 5月31日、帝国劇場） - 越岡＆松崎[92][93]
  - Endless SHOCK（2024年9月1日 - 29日、博多座 / 11月8日 - 29日、帝国劇場） - 9月公演：福田＆辰巳[94]、11月公演：全員[5]
- Live House ジャニーズ銀座（2013年5月6日 - 9日〔ユニット単独公演〕、シアタークリエ）[95][96]
  - ジャニーズ銀座2014（2014年5月12日 - 15日〔ユニット単独公演〕、シアタークリエ）[97][98]
  - ジャニーズ銀座2015（2015年4月27日 - 29日・5月2日〔ユニット単独公演〕、シアタークリエ）[99]
- 壊れた恋の羅針盤（2015年8月5日 - 16日、博品館劇場） - 主演[10][19][100]
- REPAIR〜アナタの人生、修理（リペア）しませんか？〜（2015年12月5日 - 14日、シアタークリエ / 12月17日 - 20日、シアター・ドラマシティ） - 主演[101][102]
- 縁（えん）〜むかしなじみ〜（2016年9月11日 - 25日、シアタークリエ / 9月29日 - 10月3日、サンケイホールブリーゼ / 10月9日 - 11日、名古屋市公会堂） - 主演[103][104]
- 23階の笑い（2016年12月1日 - 12月14日、紀伊國屋サザンシアター TAKASHIMAYA） - 主演[105]
  - 23階の笑い（2017年4月27日 - 5月7日、博品館劇場 / 5月9日 - 5月11日、青少年文化センターアートピアホール / 5月13日・14日、久留米シティプラザ　ザ・グランドホール / 5月17日 - 19日、サンケイホールブリーゼ） - 主演[106][107]
- GACHI（ガチ）〜全力entertainment 4U〜（2017年8月11日 - 27日、シアタークリエ / 11月24日 - 26日、博多座 / 11月30日 - 12月3日、新歌舞伎座 / 12月5日、国際会議場センチュリーホール）[108] - 主演[81][109]
- 年中無休!（2018年7月26日 - 8月6日、シアター1010 / 8月9日 - 12日、サンケイホールブリーゼ / 8月17日、鎌倉芸術館大ホール / 8月24日 - 26日、愛知県産業労働センターウインクあいち大ホール） - 主演[110]
- 放課後の厨房男子（2018年10月18日 - 11月4日、博品館劇場） - 主演[111]
  - 放課後の厨房男子 リターンマッチは恋の味 篇（2019年11月1日 - 5日、日経ホール / 11月23日・24日、松下IMPホール / 11月27日 - 12月8日、博品館劇場） - 主演[112]
  - 放課後の厨房男子 まかない飯とShall we dance? 篇（2020年10月31日 - 11月4日、日経ホール / 11月6日 - 8日、松下IMPホール / 11月18日 - 11月29日、紀伊國屋サザンシアター TAKASHIMAYA） - 主演[113]
- ENTA!4U. Zeppin de SHOW
  -  ENTA! 4U. Zepp in de SHOW （2018年12月3日 - 6日、Zepp DiverCity（TOKYO） / 12月15日・16日、Zepp Namba（OSAKA） / 12月28日 - 30日、Zepp Nagoya - 主演[53][114]
  -  ENTA! 2 4U. Zepp in de SHOW（2019年12月11日 - 15日、Zepp Diver City TOKYO / 12月21日 - 22日、Zepp Namba OSAKA / 12月28日 - 29日、Zepp Nagoya） - 主演[115][55]
  -  ENTA! 3 4U. Zepp in de SHOW（2020年12月14日 - 16日、KTZepp Yokohama / 12月19日・20日ｍZepp DiverCity / 12月26日・27日、Zepp Namba / 12月29日・30日、Zepp Nagoya）[57][116]
  - ENTA!4 4U. Zepp in de SHOW（2021年12月18日 - 22日、Zepp DiverCity TOKYO / 12月25・26日、Zepp Namba / 12月28・29日、Zepp Nagoya）[59][117]
  - ENTA!5 4U. Zepp in de SHOW（2022年12月17日 - 21日、Zepp DiverCity TOKYO / 12月24・25日、Zepp Namba / 12月27・28日、Zepp Nagoya）[118]
  - ENTA!6 4U. Zepp in de SHOW（2023年12月16日 - 20日、Zepp DiverCity TOKYO / 12月23日・24日、Zepp Namba / 12月27日・28日、Zepp Nagoya）[64][119]
  - ENTA!7 4U. Zepp in de SHOW（2024年12月18日 - 19日、KT Zepp Yokohama / 12月21日 - 22日、Zepp Namba / 12月24日 - 25日、Zepp Nagoya / 2025年1月3日 - 5日、Zepp Haneda）[120]
- SHOW BOY（2019年7月10日 - 28日、シアタークリエ） - 主演[121][122]
  - SHOW BOY（2021年7月1日 - 27日、シアタークリエ / 7月30日 - 8月1日、新歌舞伎座 / 8月7日、名古屋市公会堂）[123][124]
  - SHOW BOY（2023年7月1日 - 27日、シアタークリエ / 7月28日 - 30日、新歌舞伎座 / 8月12日、愛知県芸術劇場 大ホール）[125][注 8]
- BORN 2 DIE（2021年11月3日 - 8日、よみうり大手町ホール / 11月17日 - 12月1日、博品館劇場 / 12月4日・5日、松下IMPホール） - 主演[128]
- ふぉ〜ゆ〜 meets 梅棒『Only1 NOT No.1』（2022年7月6日 - 26日、シアタークリエ / 7月29日 - 31日、サンケイホールブリーゼ / 8月7日、名古屋市公会堂）[注 9] - 主演[60][132]
  - ふぉ〜ゆ〜 meets 梅棒『Only1, NOT No.1』（2025年7月13日 - 8月3日、シアタークリエ / 8月9日・10日、名古屋市公会堂）[133]
- 隅田川ヤングロード物語 〜嗚呼！そりゃあいけねえぜ！〜（2022年10月22日 - 30日、ヒューリックホール東京 / 11月12日 - 18日、よみうり大手町ホール / 11月26日・27日、松下IMPホール） - 主演[134][135]
  - 隅田川ヤングロード物語2 〜嗚呼！青春はマサラの香り！〜（2024年1月25日 - 2月4日、サンシャイン劇場 / 2月10日、広島アステールプラザ大ホール / 2月17日・18日、名古屋市公会堂 / 2月24日・25日、COOL JAPAN PARK OSAKA WWホール） - 主演[136][137]
- リーディング音楽劇「ジャングル大帝」（2023年6月4日・5日、東京建物 Brillia HALL） - 主演・レオ 役[138]
  - リーディング音楽劇「ジャングル大帝」レオ編（2024年12月11日 - 16日、よみうりホール） - 主演[139]
- ふぉ〜ゆ〜×SpeciaL「CAMPだGO!」（2025年1月18日 - 26日、ヒューリックホール東京 / 1月29日 - 31日、サンケイホールブリーゼ）[140]
- CRIMINAL FOUR -愛しき大悪党-（2025年3月6日 - 23日、IMM THEATER / 3月27日 - 30日、COOL JAPAN PARK OSAKA TTホール / 4月12日・13日、キャナルシティ劇場） - 主演[141]

### コンサート
- ジャニーズカウントダウン2019-2020（2019年12月31日、東京ドーム）[142]
- ジャニーズカウントダウン2021-2022（2021年12月31日、東京ドーム）[143]

### イベント
- ゴゴスマ感謝祭 〜七夕の夜に〜（2015年7月7日、Zepp名古屋）[144]
- Rakuten GirlsAward 2023 AUTUMN/WINTER（2023年9月30日、幕張メッセ） - シークレットゲスト[145]
- Rakuten GirlsAward 2024 AUTUMN/WINTER（2024年10月19日、幕張メッセ）[146]
- 河合郁人×ふぉ〜ゆ〜ラボLIVE!!!!!（2025年8月11日〈福田・松崎）・12日〈辰巳・越岡〉予定、EXシアター六本木）[147]

### テレビ番組
- ゴゴスマ -GO GO!Smile!-（2014年10月3日 - CBCテレビ） - 金曜[19][148][149]⇒火曜レギュラー[150]
- ふぉ〜ゆ〜の王道テレビ 〜これにかけてるんで！（2021年10月8日 - 2022年3月25日、日テレプラス）[6][151]
  - ふぉ〜ゆ〜の王道テレビ 〜年末のどさくさに紛れて地上波SP〜（2021年12月29日、日本テレビ）[152]
  - ふぉ〜ゆ〜の王道テレビ 〜これにかけてるんで！Season2（2022年4月8日 - 2023年3月17日、日テレプラス）[151][153]
  - ふぉ〜ゆ〜の王道テレビ 〜これにかけてるんで！Season3（2023年4月7日 - 、日テレプラス）[154]
  - ふぉ〜ゆ〜の王道テレビ 〜まじデビューめざすんで!!!!（2024年4月12日 - 、日テレプラス）[155]
- バゲット（2022年10月 - 2023年3月30日、日本テレビ） - 木曜日コーナー「ふぉ〜ゆ〜調査団」[156]
- ふぉ〜ゆ〜のヘルプみ〜やねん！（2025年3月12日・19日、テレビ大阪）[157]
- ふぉろ〜ゆ〜!〜ギリギリな人について行ってみた〜（2025年5月15日 - 、関西テレビ）[158][159]

### ラジオ番組
- はっぴーふぉーゆーYEAR!（2013年1月2日 - 2013年1月3日、CBCラジオ）
- ふぉーゆーのぴたラジ!（2013年4月6日 - 、CBCラジオ）[注 10]
- ふぉ〜ゆ〜のオールナイトニッポン0（2019年10月26日[160]・2022年10月15日[161]・2024年10月1日[162]、ニッポン放送）
- ふぉ〜ゆ〜のハッピー for you（2020年12月30日[163]・2021年12月30日[164]・2022年12月30日[165]、ニッポン放送）
- ふぉ〜ゆ〜と学ぶ!ニッポン経済（2021年1月6日 - 2024年5月29日、ラジオNIKKEI第1）[166][167]

### 配信番組
- ふぉ〜ゆ〜達やっちゃいなよ!る〜るるる〜 (2019年7月15日 - 、LINE LIVE)[168]
- ふぉ〜ゆ〜の本音でForyouラジオ（2021年4月1日 - 、グノシー）[150][169]
- ふぉ〜ゆ〜の人生はゲームじゃないか！（2021年5月11日 - 、Mildom）[170]

### CM・広告
- ハウス食品「とんがりコーン」（2014年10月 - ）[171]
- ファミリーマート（2022年12月 - ） - CM内でクリスマススペシャル限定ユニット「生田斗真 with ふぉ〜ゆ〜」を結成[172]
- ウサギオンライン「USAGI ONLINE MEETS ふぉ〜ゆ〜/10th anniversary USAGI ONLINE for you」（2023年8月 - ）[173]

## 書籍

### 雑誌連載
- ホーム社『duet』連載「ふぉ〜ゆ〜感じでいいっすか!?」[150]
- 扶桑社『TV navi 中部版』連載「Thank you ふぉ〜ゆ〜!!」[150]
- 小学館『月刊!スピリッツ』「ふぉゆ漫」（2019年12月号 - ）[174]
- ぴあ『SODA』連載「ふぉ〜ゆ〜のMO〜SODA〜妄想〜」（2022年7月号 - )[175]

## 作品

### 参加作品
- KOICHI DOMOTO 「Endless SHOCK」Original Sound Track 2（2017年4月19日）[176]